# Dira Paes
Dira Paes, właściwie Ecleidira Maria Fonseca Paes (ur. 30 czerwca 1969 w Abaetetubie) – brazylijska aktorka.

## Życiorys
Dira urodziła się w Abaetetuba w interiorze stanu Pará, a wychowywała się w stolicy tego stanu, Belém. Miała 6 braci. Zawsze marzyła o zostaniu aktorką i pomimo trudności finansowych, nie zrezygnowała ze swoich planów. Przodkami Diry są Portugalczycy, Indianie i Afrykanie.
Dira jest aktywną działaczką organizacji pozarządowej Movimento Humanos Direitos i za tę działalność 11 sierpnia 2014 roku otrzymała Order Zasługi Sądownictwa Pracy (Ordem do Mérito Judiciário do Trabalho), przyznawany przez Najwyższy Sąd Pracy.

## Kariera
Pierwszym projektem aktorskim Diry Paes był występ w filmie Szmaragdowy las w reżyserii Johna Boormana. Casting był prowadzony wśród młodych kandydatek brazylijskich, nawet nieposiadających doświadczenia aktorskiego. Dira pokonała 500 innych kandydatek i w 1985 r. wystąpiła w filmie, w którym grała rolę Kachiri.

Myślałam, że moje indiańskie pochodzenie będzie przeszkodą, aby dostać tę rolę, ale stało się inaczej – okazało się raczej trampoliną do kariery.

mówi aktorka o swoim debiucie.
Dira Paes występuje w filmach, telenowelach i sztukach teatralnych. Zdobyła dotychczas wiele nagród dla najlepszej aktorki pierwszo- i drugoplanowej, m.in. na Festival de Brasília czy Grande Prêmio do Cinema Brasileiro.

## Życie prywatne
Dira Paes ukończyła studia na Wydziale Filozofii i Sztuk Scenicznych Uniwersytetu Federalnego w Rio de Janeiro. Była dwa razy zamężna. Pierwszego męża, scenarzystę Gustavo Fernandeza, poznała pod koniec lat 80., kiedy zamieszkała w Rio de Janeiro. W 1999 r. para kupiła ziemię w dzielnicy Barra da Tijuca, aby zamieszkać razem w nowo wybudowanym domu. Jednak w 2005 r. rozstali się, a dom został wyłączną własnością Diry.
W 2006 r. zaczęła spotykać się z asystentem kamerzysty Pablo Baião, młodszym od siebie o 9 lat. Para zamieszkała razem w domu aktorki w Barra da Tijuca w Rio de Janeiro i wkrótce przyszedł na świat ich pierwszy syn Inácio Paes Baião. Dira miała wówczas 38 lat i w planach kolejne dzieci. Po dwóch poronieniach zaszła w ciążę dzięki in vitro i w 2015 r., w wieku 46 lat, urodziła drugiego syna o imieniu Martim.

## Filmografia

### Telenowele
| Rok    | Tytuł                         | Rola                                         |
| ------ | ----------------------------- | -------------------------------------------- |
| 1986   | Carne de Sol                  | —                                            |
| 1987   | Ele , O boto                  | Corina                                       |
| 1990   | Araponga                      | Nina (Nininha)                               |
| 1995   | Irmãos Coragem                | Potira                                       |
| 1998   | Dona Flor e Seus Dois Maridos | Celeste                                      |
| 1999   | Chiquinha Gonzaga             | Vitalina                                     |
| 1999   | Força de Um Desejo            | Palmira                                      |
| 2003-7 | A Diarista                    | Solineuza/Sônia Neiva                        |
| 2004   | Um Só Coração                 | Magnólia Cavalcanti                          |
| 2008   | Casos e Acasos                | Gisele                                       |
| 2009   | Caminho das Índias            | Norma (Norminha)                             |
| 2009   | Casseta e Planeta, Urgente    | Norma (Norminha)                             |
| 2009   | Zorra Total                   | Grała samą siebie                            |
| 2009   | Chico e Amigos                | Nair                                         |
| 2010   | Ti Ti Ti                      | Marta Moura                                  |
| 2011   | Fina Estampa                  | Celeste Souza Fonseca                        |
| 2012   | As Brasileiras                | Cleonice (odcinek: "A Doméstica de Vitória") |
| 2012   | Salve Jorge                   | Lucimar Ribeiro                              |
| 2014   | Amores Roubados               | Celeste Cavalcanti                           |
| 2014   | O Rebu                        | Rosa Nolasco                                 |
| 2015   | Babilônia                     | Grała samą siebie                            |
| 2015   | Criança Esperança             | Grała samą siebie                            |
| 2016   | Velho Chico                   | Beatriz Raposo                               |

### Filmy
| Rok  | Tytuł                                                           | Rola                       |
| ---- | --------------------------------------------------------------- | -------------------------- |
| 1985 | Szmaragdowy las                                                 | Kachiri                    |
| 1987 | Ele, o Boto                                                     | Corina                     |
| 1987 | Au Bout du Rouleau                                              | —                          |
| 1990 | Corpo em Delito                                                 | —                          |
| 1994 | Obra do Destino                                                 | —                          |
| 1996 | Corisco & Dadá                                                  | Dadá                       |
| 1997 | Anahy de las Misiones                                           | Luna                       |
| 1998 | Lendas Amazônicas                                               | —                          |
| 1999 | Castro Alves - Retrato Falado do Poeta                          | —                          |
| 2000 | Cronicamente Inviável                                           | Amanda                     |
| 2000 | Vida e Obra de Ramiro Miguez                                    | —                          |
| 2001 | O Casamento de Louise                                           | Luiza                      |
| 2002 | Amarelo Manga                                                   | Kika                       |
| 2002 | Lua Cambará - Nas Escadarias do Palácio                         | Lua Cambará                |
| 2003 | Noite de São João                                               | Joana                      |
| 2004 | Meu Tio Matou um Cara                                           | Cleia                      |
| 2005 | Celeste & Estrela                                               | Celeste Espírito Santo     |
| 2005 | Incuráveis                                                      | —                          |
| 2005 | 2 Filhos de Francisco - A História de Zezé Di Camargo & Luciano | Helena Siqueira de Camargo |
| 2006 | Baixio das Bestas                                               | Bela                       |
| 2006 | Mulheres do Brasil                                              | Júlia                      |
| 2007 | Karnawał, chłopaku!                                             | Psilene                    |
| 2007 | A Grande Família - O Filme                                      | Marina                     |
| 2008 | A Festa da Menina Morta                                         | Diana                      |
| 2010 | Ribeirinhos do Asfalto                                          | Rosa                       |
| 2010 | Matinta                                                         | Walkíria                   |
| 2010 | Amazônia Caruana                                                | Cotinha                    |
| 2011 | Estamos Juntos                                                  | Leonora                    |
| 2011 | Sudoeste                                                        | Conceição                  |
| 2012 | E Aí... Comeu?                                                  | Leila                      |
| 2012 | À Beira do Caminho                                              | Rosa                       |
| 2013 | Os Amigos                                                       | Majú                       |
| 2015 | Órfãos do Eldorado                                              | Florita                    |
| 2015 | Mulheres no Poder                                               | Maria Pilar                |
| 2016 | O País do Cinema                                                | -                          |
| 2017 | Redemoinho                                                      | Toninha                    |
| 2017 | Lino - O Filme                                                  |                            |
| 2019 | Boska miłość                                                    | Joana                      |

## Nagrody i nominacje
| Rok  | Nagroda                                 | Kategoria                                | Tytuł                        | Wynik     |
| ---- | --------------------------------------- | ---------------------------------------- | ---------------------------- | --------- |
| 1996 | Festival de Brasília                    | Najlepsza aktorka                        | Corisco & Dadá               | Nagroda   |
| 1996 | I Festival de Florianópolis             | Najlepsza aktorka                        | Corisco & Dadá               | Nagroda   |
| 1996 | Festival de Cinema e Vídeo de Cuiabá    | Najlepsza aktorka                        | Corisco & Dadá               | Nagroda   |
| 1997 | Festival de Brasília                    | Najlepsza aktorka drugoplanowa           | Anahy de las Misiones        | Nagroda   |
| 1998 | Troféu APCA                             | Najlepsza aktorka drugoplanowa           | Anahy de las Misiones        | Nagroda   |
| 1998 | I Festival de Natal                     | Najlepsza aktorka drugoplanowa           | Ele, o Boto                  | Nagroda   |
| 2001 | Festival de Cinema e Vídeo de Cuiabá    | Najlepsza aktorka                        | O Casamento de Louise        | Nagroda   |
| 2001 | Festival de Natal                       | Najlepsza aktorka                        | O Casamento de Louise        | Nagroda   |
| 2002 | Grande Prêmio do Cinema Brasileiro      | Najlepsza aktorka                        | O Casamento de Louise        | Nominacja |
| 2002 | Festival de Brasília                    | Najlepsza aktorka                        | Amarelo Manga                | Nagroda   |
| 2003 | Cine Ceará - Festival de Cinema e Vídeo | Najlepsza aktorka                        | Amarelo Manga                | Nagroda   |
| 2003 | Festival de Gramado                     | Najlepsza aktorka                        | Noite de São João            | Nagroda   |
| 2004 | Grande Prêmio do Cinema Brasileiro      | Najlepsza aktorka                        | Amarelo Manga                | Nominacja |
| 2005 | Grande Prêmio do Cinema Brasileiro      | Najlepsza aktorka drugoplanowa           | Noite de São João            | Nominacja |
| 2006 | Festival de Brasília                    | Najlepsza aktorka drugoplanowa           | Baixio das Bestas            | Nagroda   |
| 2007 | Grande Prêmio do Cinema Brasileiro      | Najlepsza aktorka                        | 2 Filhos de Francisco        | Nominacja |
| 2007 | Grande Prêmio do Cinema Brasileiro      | Najlepsza aktorka drugoplanowa           | Mulheres do Brasil           | Nominacja |
| 2007 | Troféu APCA                             | Najlepsza aktorka komediowa              | A Diarista                   | Nagroda   |
| 2008 | Grande Prêmio do Cinema Brasileiro      | Najlepsza aktorka                        | Baixio das Bestas            | Nominacja |
| 2009 | Melhores do Ano                         | Najlepsza aktorka drugoplanowa           | Caminho das Índias           | Nagroda   |
| 2009 | Prêmio Arte Qualidade Brasil            | Najlepsza aktorka drugoplanowa           | Caminho das Índias           | Nagroda   |
| 2009 | Prêmio Extra de Televisão               | Najlepsza aktorka drugoplanowa           | Caminho das Índias           | Nagroda   |
| 2009 | Prêmio Contigo! de TV                   | Najlepsza aktorka drugoplanowa           | Caminho das Índias           | Nagroda   |
| 2013 | Grande Prêmio do Cinema Brasileiro      | Najlepsza aktorka                        | À Beira do Caminho           | Nagroda   |
| 2014 | Prêmio Contigo! de TV                   | Najlepsza aktorka serialowa              | Amores Roubados              | Nagroda   |
| 2014 | Prêmio Contigo! de TV                   |                                          | Organizacja Movimento Humano | Nagroda   |
| 2014 | Prêmio F5                               | Najlepsza aktorka drugoplanowa serialowa | Amores Roubados              | Nominacja |
| 2016 | Melhores do Ano                         | Najlepsza aktorka drugoplanowa           | Velho Chico                  | Nominacja |